# Roland Härtel
Roland Härtel (* 12. November 1944 in Reinheim) ist ein deutscher Politiker (SPD).

## Beruflicher Werdegang
Von 1965 bis 1969 studierte er Volkswirtschaft an den Universitäten in Mannheim, Berlin und Würzburg. Zunächst arbeitete er fünf Jahre als Diplom-Volkswirt in einer Unternehmensberatung. Von 1974 bis 1979 war er als Referendar, dann als Studienrat an der Berufsbildenden Schule in Germersheim tätig.

## Politische Betätigung
Roland Härtel bekleidete über viele Jahre mehrere Parteiämter. Er war mehr als 20 Jahre Vorsitzender des SPD-Unterbezirks Speyer. Daneben gehörte er viele Jahre dem Vorstand des SPD-Bezirks Pfalz und dem Landesvorstand der SPD-Rheinland-Pfalz an.
In den Jahren 1978 und 1979 war er Mitglied im Stadtrat in Speyer.
1979 wurde er erstmals in den rheinland-pfälzischen Landtag gewählt. Wiederwahlen erfolgten 1983, 1987, 1991, 1996 und 2001. Anfangs lag sein Engagement im Landtag in der Berufsbildungs- und Kulturpolitik. Ab 1985 konzentrierte sich Härtel zunehmend auf Wirtschafts-, Struktur- und Medienpolitik. Von 1987 bis 1991 hatte er die Position des Vorsitzenden des Landtagsausschusses Wirtschaft und Verkehr inne.
Von 1987 bis 1988 war er Mitglied der Versammlung der Landeszentrale für private Rundfunkveranstalter und von 1987 bis 1991 Mitglied im Rundfunkrat des Südwestfunks. Am 23. Mai 1991 wurde Härtel zum Staatssekretär für Umwelt Rheinland-Pfalz ernannt und am 26. Oktober 1994 folgte die Ernennung zum Staatssekretär für Umwelt und Forsten Rheinland-Pfalz.
Vom 18. Mai 2001 bis 18. Mai 2006 war Härtel Staatssekretär für Wissenschaft, Weiterbildung, Forschung und Kultur. Er ist seit 1969 Mitglied der Sozialdemokratischen Partei Deutschlands.
| Personendaten    | Personendaten                  |
| ---------------- | ------------------------------ |
| NAME             | Härtel, Roland                 |
| KURZBESCHREIBUNG | deutscher Politiker (SPD), MdL |
| GEBURTSDATUM     | 12. November 1944              |
| GEBURTSORT       | Reinheim                       |